# Điền kinh tại Thế vận hội Mùa hè 2016
Bản mẫu:Điền kinh tại Thế vận hội Mùa hè 2016
Điền kinh tại Thế vận hội Mùa hè 2016 được diễn ra trong 10 ngày của Thế vận hội từ ngày 12 tới 21 tháng 8 năm 2016, tại Sân vận động Olympic. Các nội dung của môn điền kinh tại Thế vận hội Mùa hè 2016 được chia thành bốn bộ môn: các nội dung trên đường chạy, trên sân, chạy đường trường, và đi bộ.

## Lịch thi đấu
Địa điểm diễn ra các nội dung của đường chạy và trên sân là Sân vận động João Havelange, trong khi đó đi bộ và marathon xuất phát và kết thúc lần lượt ở Recreio dos Bandeirantes và Sambódromo. Ngoài nội dung đi bộ và marathon, mười nội dung trên đường chạy và trên sân diễn ra chung kết vào buổi sáng lần đầu kể từ 1988. Điều này được thực hiện do yêu cầu của Ban tổ chức Rio 2016 và Olympic Broadcasting Service được hỗ trợ bởi Ủy ban Olympic quốc tế, để đảm bảo tối đa người xem ở tất cả các múi giờ.
Trong bảng dưới đây, S chỉ sáng và C chỉ chiều.
| Q | Vòng loại | H | Lượt chạy | ½ | Bán kết | F | Chung kết |

| Ngày →                      | Sáu 12 | Sáu 12 | Bảy 13 | Bảy 13 | Bảy 13 | CN 14 | CN 14 | CN 14 | Hai 15 | Hai 15 | Ba 16 | Ba 16 | Ba 16 | Tư 17 | Tư 17 | Năm 18 | Năm 18 | Sáu 19 | Sáu 19 | Bảy 20 | Bảy 20 | CN 21 | CN 21 |
| Nội dung ↓                  | S      | C      | S      | S      | C      | S     | C     | C     | S      | C      | S     | C     | C     | S     | C     | S      | C      | S      | C      | S      | C      | S     | C     |
| --------------------------- | ------ | ------ | ------ | ------ | ------ | ----- | ----- | ----- | ------ | ------ | ----- | ----- | ----- | ----- | ----- | ------ | ------ | ------ | ------ | ------ | ------ | ----- | ----- |
| 100 m                       |        |        | Q      | H      |        |       | ½     | F     |        |        |       |       |       |       |       |        |        |        |        |        |        |       |       |
| 200 m                       |        |        |        |        |        |       |       |       |        |        | H     |       |       |       | ½     |        | F      |        |        |        |        |       |       |
| 400 m                       |        | H      |        |        | ½      |       | F     | F     |        |        |       |       |       |       |       |        |        |        |        |        |        |       |       |
| 800 m                       | H      |        |        |        | ½      |       |       |       |        | F      |       |       |       |       |       |        |        |        |        |        |        |       |       |
| 1500 m                      |        |        |        |        |        |       |       |       |        |        | H     |       |       |       |       |        | ½      |        |        |        | F      |       |       |
| 5000 m                      |        |        |        |        |        |       |       |       |        |        |       |       |       | H     |       |        |        |        |        |        | F      |       |       |
| 10.000 m                    |        |        |        |        | F      |       |       |       |        |        |       |       |       |       |       |        |        |        |        |        |        |       |       |
| 110 m vượt rào              |        |        |        |        |        |       |       |       |        | H      |       | ½     | F     |       |       |        |        |        |        |        |        |       |       |
| 400 m vượt rào              |        |        |        |        |        |       |       |       | H      |        |       | ½     | ½     |       |       | F      |        |        |        |        |        |       |       |
| 3000 m vượt chướng ngại vật |        |        |        |        |        |       |       |       | H      |        |       |       |       | F     |       |        |        |        |        |        |        |       |       |
| Tiếp sức 4 × 100            |        |        |        |        |        |       |       |       |        |        |       |       |       |       |       | H      |        |        | F      |        |        |       |       |
| Tiếp sức 4 × 400 m          |        |        |        |        |        |       |       |       |        |        |       |       |       |       |       |        |        |        | H      |        | F      |       |       |
| Marathon                    |        |        |        |        |        |       |       |       |        |        |       |       |       |       |       |        |        |        |        |        |        | F     |       |
| Đi bộ 20 km                 | F      |        |        |        |        |       |       |       |        |        |       |       |       |       |       |        |        |        |        |        |        |       |       |
| Đi bộ 50 km                 |        |        |        |        |        |       |       |       |        |        |       |       |       |       |       |        |        | F      |        |        |        |       |       |
| Nhảy xa                     |        | Q      |        |        | F      |       |       |       |        |        |       |       |       |       |       |        |        |        |        |        |        |       |       |
| Nhảy ba bước                |        |        |        |        |        |       |       |       | Q      |        | F     |       |       |       |       |        |        |        |        |        |        |       |       |
| Nhảy cao                    |        |        |        |        |        |       | Q     | Q     |        |        |       | F     | F     |       |       |        |        |        |        |        |        |       |       |
| Nhảy sào                    |        |        |        |        | Q      |       |       |       |        | F      |       |       |       |       |       |        |        |        |        |        |        |       |       |
| Đẩy tạ                      |        |        |        |        |        |       |       |       |        |        |       |       |       |       |       | Q      | F      |        |        |        |        |       |       |
| Ném đĩa                     | Q      |        | F      | F      |        |       |       |       |        |        |       |       |       |       |       |        |        |        |        |        |        |       |       |
| Ném lao                     |        |        |        |        |        |       |       |       |        |        |       |       |       |       | Q     |        |        |        |        |        | F      |       |       |
| Ném tạ xích                 |        |        |        |        |        |       |       |       |        |        |       |       |       | Q     |       |        |        |        | F      |        |        |       |       |
| Mười môn phối hợp           |        |        |        |        |        |       |       |       |        |        |       |       |       | F     | F     | F      | F      |        |        |        |        |       |       |

| Ngày →                      | Sáu 12 | Sáu 12 | Bảy 13 | Bảy 13 | Bảy 13 | CN 14 | CN 14 | CN 14 | Hai 15 | Hai 15 | Ba 16 | Ba 16 | Ba 16 | Tư 17 | Tư 17 | Năm 18 | Năm 18 | Sáu 19 | Sáu 19 | Bảy 20 | Bảy 20 | CN 21 | CN 21 |
| Nội dung ↓                  | S      | C      | S      | S      | C      | S     | C     | C     | S      | C      | S     | C     | C     | S     | C     | S      | C      | S      | C      | S      | C      | S     | C     |
| --------------------------- | ------ | ------ | ------ | ------ | ------ | ----- | ----- | ----- | ------ | ------ | ----- | ----- | ----- | ----- | ----- | ------ | ------ | ------ | ------ | ------ | ------ | ----- | ----- |
| 100 m                       | Q      | H      |        | ½      | F      |       |       |       |        |        |       |       |       |       |       |        |        |        |        |        |        |       |       |
| 200 m                       |        |        |        |        |        |       |       |       | H      |        | ½     |       | F     | F     |       |        |        |        |        |        |        |       |       |
| 400 m                       |        |        | H      |        |        |       | ½     |       | F      |        |       |       |       |       |       |        |        |        |        |        |        |       |       |
| 800 m                       |        |        |        |        |        |       |       |       |        |        |       | H     |       |       |       | ½      |        |        |        | F      |        |       |       |
| 1500 m                      |        | H      |        |        |        |       | ½     |       |        |        | F     |       |       |       |       |        |        |        |        |        |        |       |       |
| 5000 m                      |        |        |        |        |        |       |       |       |        | H      |       |       |       |       |       |        |        | F      |        |        |        |       |       |
| 10.000 m                    | F      |        |        |        |        |       |       |       |        |        |       |       |       |       |       |        |        |        |        |        |        |       |       |
| 100 m vượt rào              |        |        |        |        |        |       |       |       |        | H      |       |       | ½     | F     |       |        |        |        |        |        |        |       |       |
| 400 m vượt rào              |        |        |        |        |        |       |       | H     |        |        | ½     |       |       |       |       | F      |        |        |        |        |        |       |       |
| 3000 m vượt chướng ngại vật |        |        | H      |        |        |       |       | F     |        |        |       |       |       |       |       |        |        |        |        |        |        |       |       |
| Tiếp sức 4 × 100 m          |        |        |        |        |        |       |       |       |        |        |       |       |       |       | H     |        |        | F      |        |        |        |       |       |
| Tiếp sức 4 × 400 m          |        |        |        |        |        |       |       |       |        |        |       |       |       |       |       |        |        | H      |        | F      |        |       |       |
| Marathon                    |        |        |        |        |        | F     |       |       |        |        |       |       |       |       |       |        |        |        |        |        |        |       |       |
| Đi bộ 20 km                 |        |        |        |        |        |       |       |       |        |        |       |       |       |       |       |        | F      |        |        |        |        |       |       |
| Nhảy xa                     |        |        |        |        |        |       |       |       |        |        | Q     |       | F     | F     |       |        |        |        |        |        |        |       |       |
| Nhảy ba bước                |        |        | Q      |        |        |       | F     |       |        |        |       |       |       |       |       |        |        |        |        |        |        |       |       |
| Nhảy cao                    |        |        |        |        |        |       |       |       |        |        |       |       |       |       | Q     |        |        |        |        | F      |        |       |       |
| Nhảy sào                    |        |        |        |        |        |       |       |       |        | Q      |       |       |       |       |       |        |        | F      |        |        |        |       |       |
| Đẩy tạ                      | Q      | F      |        |        |        |       |       |       |        |        |       |       |       |       |       |        |        |        |        |        |        |       |       |
| Ném đĩa                     |        |        |        |        |        |       |       |       | Q      | F      |       |       |       |       |       |        |        |        |        |        |        |       |       |
| Ném lao                     |        |        |        |        |        |       |       |       |        |        | Q     |       |       |       |       | F      |        |        |        |        |        |       |       |
| Ném tạ xích                 |        | Q      |        |        |        |       |       | F     |        |        |       |       |       |       |       |        |        |        |        |        |        |       |       |
| Bảy môn phối hợp            | F      | F      | F      | F      | F      |       |       |       |        |        |       |       |       |       |       |        |        |        |        |        |        |       |       |

## Huy chương

### Bảng xếp hạng huy chương
Ghi chú
  *   Nước chủ nhà (Brasil)
| 1    | Hoa Kỳ             | 13 | 9  | 10 | 32  |
| 2    | Kenya              | 6  | 6  | 1  | 13  |
| 3    | Jamaica            | 6  | 3  | 2  | 11  |
| 4    | Trung Quốc         | 2  | 2  | 2  | 6   |
| 5    | Nam Phi            | 2  | 2  | 0  | 4   |
| 6    | Anh Quốc           | 2  | 1  | 4  | 7   |
| 7    | Croatia            | 2  | 0  | 1  | 3   |
| 7    | Đức                | 2  | 0  | 1  | 3   |
| 9    | Ethiopia           | 1  | 2  | 5  | 8   |
| 10   | Canada             | 1  | 1  | 4  | 6   |
| 11   | Ba Lan             | 1  | 1  | 1  | 3   |
| 12   | Bahrain            | 1  | 1  | 0  | 2   |
| 12   | Tây Ban Nha        | 1  | 1  | 0  | 2   |
| 14   | Bahamas            | 1  | 0  | 1  | 2   |
| 15   | Bỉ                 | 1  | 0  | 0  | 1   |
| 15   | Brasil*            | 1  | 0  | 0  | 1   |
| 15   | Colombia           | 1  | 0  | 0  | 1   |
| 15   | Hy Lạp             | 1  | 0  | 0  | 1   |
| 15   | Slovakia           | 1  | 0  | 0  | 1   |
| 15   | Tajikistan         | 1  | 0  | 0  | 1   |
| 21   | Pháp               | 0  | 3  | 3  | 6   |
| 22   | Algérie            | 0  | 2  | 0  | 2   |
| 23   | New Zealand        | 0  | 1  | 3  | 4   |
| 24   | Úc                 | 0  | 1  | 1  | 2   |
| 24   | Nhật Bản           | 0  | 1  | 1  | 2   |
| 26   | Belarus            | 0  | 1  | 0  | 1   |
| 26   | Bulgaria           | 0  | 1  | 0  | 1   |
| 26   | Burundi            | 0  | 1  | 0  | 1   |
| 26   | Đan Mạch           | 0  | 1  | 0  | 1   |
| 26   | Grenada            | 0  | 1  | 0  | 1   |
| 26   | México             | 0  | 1  | 0  | 1   |
| 26   | Hà Lan             | 0  | 1  | 0  | 1   |
| 26   | Qatar              | 0  | 1  | 0  | 1   |
| 26   | Venezuela          | 0  | 1  | 0  | 1   |
| 36   | Cuba               | 0  | 0  | 1  | 1   |
| 36   | Cộng hòa Séc       | 0  | 0  | 1  | 1   |
| 36   | Hungary            | 0  | 0  | 1  | 1   |
| 36   | Kazakhstan         | 0  | 0  | 1  | 1   |
| 36   | Serbia             | 0  | 0  | 1  | 1   |
| 36   | Trinidad và Tobago | 0  | 0  | 1  | 1   |
| 36   | Thổ Nhĩ Kỳ         | 0  | 0  | 1  | 1   |
| 36   | Ukraina            | 0  | 0  | 1  | 1   |
| Tổng | Tổng               | 47 | 47 | 47 | 141 |

### Nam
| Nội dung | Vàng | Vàng            | Bạc                                                                                                 | Bạc          | Đồng                                                                                             | Đồng                                                                                |         |
| --- | --- | --------------- | --------------------------------------------------------------------------------------------------- | ------------ | ------------------------------------------------------------------------------------------------ | ----------------------------------------------------------------------------------- | ------- |
| 100 mét | Usain Bolt · Jamaica                                                                                              | 9.81            | Justin Gatlin · Hoa Kỳ                                                                              | 9.89         | Andre De Grasse · Canada                                                                         | 9.91                                                                                |         |
| 200 mét | Usain Bolt · Jamaica                                                                                              | 19.78           | Andre De Grasse · Canada                                                                            | 20.02        | Christophe Lemaitre · Pháp                                                                       | 20.12                                                                               |         |
| 400 mét | Wayde van Niekerk · Nam Phi                                                                                       | 43.03 WR        | Kirani James · Grenada                                                                              | 43.76        | LaShawn Merritt · Hoa Kỳ                                                                         | 43.85                                                                               |         |
| 800 mét | David Rudisha · Kenya                                                                                             | 1:42.15         | Taoufik Makhloufi · Algérie                                                                         | 1:42.61 NR   | Clayton Murphy · Hoa Kỳ                                                                          | 1:42.85                                                                             |         |
| 1500 mét | Matthew Centrowitz · Hoa Kỳ                                                                                       | 3:50:00         | Taoufik Makhloufi · Algérie                                                                         | 3:50:11      | Nicolas Willis · New Zealand                                                                     | 3:50:24                                                                             |         |
| 5000 mét | Mo Farah · Anh Quốc                                                                                               | 13:03:30        | Paul Chelimo · Hoa Kỳ                                                                               | 13:03:90     | Hamot Gebrhiwet · Ethiopia                                                                       | 13:04:35                                                                            |         |
| 10.000 mét | Mo Farah · Anh Quốc                                                                                               | 27:05.17        | Paul Tanui · Kenya                                                                                  | 27:05.64     | Tamirat Tola · Ethiopia                                                                          | 27:06.26                                                                            |         |
| | |                 | |              |                                                                                                  |                                                                                     |         |
| 110 mét vượt rào | Omar McLeod · Jamaica                                                                                             | 13.05           | Orlando Ortega · Tây Ban Nha                                                                        | 13.17        | Dimitri Bascou · Pháp                                                                            | 13.24                                                                               |         |
| 400 mét vượt rào | Kerron Clement · Hoa Kỳ                                                                                           | 47.73           | Boniface Mucheru Tumuti · Kenya                                                                     | 47.78 NR     | Yasmani Copello · Thổ Nhĩ Kỳ                                                                     | 47.92 NR                                                                            |         |
| 3000 mét vượt chướng ngại vật | Conseslus Kipruto · Kenya                                                                                         | 8.03.28 OR      | Evan Jager · Hoa Kỳ                                                                                 | 8.04.28      | Mahiedine Mekhissi-Benabbad · Pháp                                                               | 8:11.52                                                                             |         |
| | |                 | |              |                                                                                                  |                                                                                     |         |
| Tiếp sức 4 × 100 mét | Jamaica (JAM) · Asafa Powell · Yohan Blake · Nickel Ashmeade · Usain Bolt · Jevaughn Minzie* · Kemar Bailey-Cole* | 37.27           | Nhật Bản (JPN) · Yamagata Ryota · Iizuka Shota · Kiryu Yoshihide · Cambridge Asuka                  | 37.60 AR     | Canada (CAN) · Akeem Haynes · Aaron Brown · Brendon Rodney · Andre De Grasse · Mobolade Ajomale* | 37.64 NR                                                                            |         |
| Tiếp sức 4 × 400 mét | Hoa Kỳ (USA) · Arman Hall · Tony McQuay · Gil Roberts · LaShawn Merritt · Kyle Clemons* · David Verburg*          | 2:57.30         | Jamaica (JAM) · Peter Matthews · Nathon Allen · Fitzroy Dunkley · Javon Francis · Rusheen McDonald* | 2:58.16      | Bahamas (BAH)                                                                                    | 2:58:49 Alonzo Russell Michael Mathieu Steven Gardiner Chris Brown Stephen Newbold* | 2:58.49 |
| | |                 | |              |                                                                                                  |                                                                                     |         |
| Marathon | Eliud Kipchoge · Kenya                                                                                            | 2:08:44         | Feyisa Lilesa · Ethiopia                                                                            | 2:09:54      | Galen Rupp · Hoa Kỳ                                                                              | 2:10:05 PB                                                                          |         |
| Đi bộ 20 kilômét | Vương Trấn · Trung Quốc                                                                                           | 1:19:14         | Thái Trạch Lâm · Trung Quốc                                                                         | 1:19:26      | Dane Bird-Smith · Úc                                                                             | 1:19:37                                                                             |         |
| Đi bộ 50 kilômét | Matej Tóth · Slovakia                                                                                             | 3:40:58         | Jared Tallent · Úc                                                                                  | 3:41:16      | Arai Hirooki · Canada                                                                            | 3:41:24                                                                             |         |
| | |                 | |              |                                                                                                  |                                                                                     |         |
| Nhảy cao | Derek Drouin · Canada                                                                                             | 2.38 mét        | Mutaz Essa Barshim · Qatar                                                                          | 2.36 mét     | Bohdan Bondarenko · Ukraina                                                                      | 2.33 mét                                                                            |         |
| Nhảy sào | Thiago Braz da Silva · Brasil                                                                                     | 6.03 mét OR, AR | Renaud Lavillenie · Pháp                                                                            | 5.98 mét     | Sam Kendricks · Hoa Kỳ                                                                           | 5.85 mét                                                                            |         |
| Nhảy xa | Jeff Henderson · Hoa Kỳ                                                                                           | 8.38 mét SB     | Luvo Manyonga · Nam Phi                                                                             | 8.37 mét PB  | Greg Rutherford · Anh Quốc                                                                       | 8.29 mét                                                                            |         |
| Nhảy ba bước | Christian Taylor · Hoa Kỳ                                                                                         | 17.86 mét       | Will Claye · Hoa Kỳ                                                                                 | 17.76 mét    | Đồng Bân · Trung Quốc                                                                            | 17.58 mét                                                                           |         |
| Đẩy tạ | Ryan Crouser · Hoa Kỳ                                                                                             | 22.52 mét OR    | Joe Covacs · Hoa Kỳ                                                                                 | 21.78 mét    | Tomas Walsh · New Zealand                                                                        | 21.36 mét                                                                           |         |
| Ném đĩa | Christoph Harting · Đức                                                                                           | 68.37 mét PB    | Piotr Małachowski · Ba Lan                                                                          | 67.55 mét    | Daniel Jasinski · Đức                                                                            | 67.05 mét                                                                           |         |
| Ném tạ xích | Dilshod Nazarov · Tajikistan                                                                                      | 78.68 mét       | Ivan Tsikhan · Belarus                                                                              | 77.79 mét    | Wojciech Nowicki · Ba Lan                                                                        | 77.73 mét                                                                           |         |
| Ném lao | Thomas Rohler · Đức                                                                                               | 90.30 mét       | Julius Yego · Kenya                                                                                 | 88.24 mét    | Keshorn Walcott · Trinidad và Tobago                                                             | 85.38 mét                                                                           |         |
| | |                 | |              |                                                                                                  |                                                                                     |         |
| Mười môn phối hợp | Ashton Eaton · Hoa Kỳ                                                                                             | 8893 điểm OR    | Kevin Meyer · Pháp                                                                                  | 8834 điểm NR | Damian Warner · Canada                                                                           | 8666 điểm                                                                           |         |
| WR kỷ lục thế giới \| AR kỷ lục châu lục \| CR kỷ lục giải đấu \| GR kỷ lục đại hội \| NR kỷ lục quốc gia \| OR kỷ lục Olympic \| PB thành tích cá nhân tốt nhất \| SB tốt nhất mùa giải \| WL hàng đầu thế giới (trong một mùa giải nhất định) | |                 | |              |                                                                                                  |                                                                                     |         |

* Chỉ các vận động viên chỉ tham gia ở lượt chạy vòng loại.

### Nữ
| Nội dung | Vàng | Vàng         | Bạc | Bạc          | Đồng                                                                           | Đồng                                                                              |         |
| --- | --- | ------------ | --- | ------------ | ------------------------------------------------------------------------------ | --------------------------------------------------------------------------------- | ------- |
| 100 mét | Elaine Thompson · Jamaica | 10.71        | Tori Bowie · Hoa Kỳ | 10.83        | Shelly-Ann Fraser-Pryce · Jamaica                                              | 10.86 SB                                                                          |         |
| 200 mét | Elaine Thompson · Jamaica | 21.78        | Dafne Schippers · Hà Lan | 21.88        | Tori Bowie · Hoa Kỳ                                                            | 22.15                                                                             |         |
| 400 mét | Shaunae Miller · Bahamas | 49.44        | Allyson Felix · Hoa Kỳ | 49.51        | Shericka Jackson · Jamaica                                                     | 49.85                                                                             |         |
| 800 mét | Caster Semenya · Nam Phi | 1:55:28 NR   | Francine Niyonsaba · Burundi | 1:56:49      | Margaret Wambui · Kenya                                                        | 1:56:89 PB                                                                        |         |
| 1500 mét | Faith Kipyegon · Kenya | 4.08.92      | Genzeba Dibaba · Ethiopia | 4.10.27      | Jennifer Simpson · Hoa Kỳ                                                      | 4.10.53                                                                           |         |
| 5000 mét | Vivian Cheruiyot · Kenya | 14:26:17 OR  | Hellen Oribi · Kenya | 14:29:77 PB  | Almaz Ayana · Ethiopia                                                         | 14:33:59                                                                          |         |
| 10.000 mét | Almaz Ayana · Ethiopia | 29:17.45 WR  | Vivian Cheruiyot · Kenya | 29:32.53 NR  | Tirunesh Dibaba · Ethiopia                                                     | 29:42.56                                                                          |         |
| | |              | |              |                                                                                |                                                                                   |         |
| 100 mét vượt rào | Brianna Rollins · Hoa Kỳ | 12.48        | Nia Ali · Hoa Kỳ | 12.59        | Kristi Castlin · Hoa Kỳ                                                        | 12.61                                                                             |         |
| 400 mét vượt rào | Dalilah Muhammad · Hoa Kỳ | 53.13        | Sara Petersen · Đan Mạch | 53.55 NR     | Ashley Spencer · Hoa Kỳ                                                        | 53.72                                                                             |         |
| 3000 mét vượt chướng ngại vật | Ruth Jebet · Bahrain | 8.59.75 AR   | Hyvin Jepkemoi · Kenya | 9.07.12      | Emma Coburn · Hoa Kỳ                                                           | 9.07.63 AR                                                                        |         |
| | |              | |              |                                                                                |                                                                                   |         |
| Tiếp sức 4 × 100 mét | Hoa Kỳ (USA) · Tianna Bartoletta · Allyson Felix · English Gardner · Tori Bowie · Morolake Akinosun*                           | 41.02        | Jamaica (JAM) · Christania Williams · Elaine Thompson · Veronica Campbell-Brown · Shelly-Ann Fraser-Pryce · Simone Facey* · Sashalee Forbes*         | 41.36        | Anh Quốc (GBR) · Asha Philip · Desiree Henry · Dina Asher-Smith · Daryll Neita | 41.77 NR                                                                          |         |
| Tiếp sức 4 × 400 mét | Hoa Kỳ (USA) · Allyson Felix · Phyllis Francis · Natasha Hastings · Courtney Okolo · Taylor Ellis-Watson* · Francena McCorory* | 3:19.06      | Jamaica (JAM) · Stephenie Ann McPherson · Anneisha McLaughlin-Whilby · Shericka Jackson · Novlene Williams-Mills · Christine Day* · Chrisann Gordon* | 3:20.34      | Anh Quốc (GBR)                                                                 | 3:25:88 Eilidh Doyle Anyika Onuora Emily Diamond Christine Ohuruogu Kelly Massey* | 3:25.88 |
| | |              | |              |                                                                                |                                                                                   |         |
| Marathon | Jemima Sumgong · Kenya | 2:24.04      | Eunice Kirwa · Bahrain | 2:24.13      | Mare Dibaba · Ethiopia                                                         | 2:24.30                                                                           |         |
| Đi bộ 20 kilômét | Lưu Hồng · Trung Quốc | 1:28.35      | María Guadalupe González · México | 1:28.37      | Lã Tú Trí · Trung Quốc                                                         | 1:28.42                                                                           |         |
| | |              | |              |                                                                                |                                                                                   |         |
| Nhảy cao | Ruth Beitia · Tây Ban Nha | 1.97 mét     | Mirela Demireva · Bulgaria | 1.97 mét     | Blanka Vlašić · Croatia                                                        | 1.97 mét                                                                          |         |
| Nhảy sào | Ekaterini Stefanidi · Hy Lạp                                                                                                   | 4.85 mét     | Sandi Morris · Hoa Kỳ | 4.85 mét     | Eliza McCartney · New Zealand                                                  | 4.80 mét NR                                                                       |         |
| Nhảy xa | Tianna Bartoletta · Hoa Kỳ | 7.17 mét     | Brittney Reese · Hoa Kỳ | 7.15 mét     | Ivana Španović · Serbia                                                        | 7.08 mét NR                                                                       |         |
| Nhảy ba bước | Caterine Ibarguen · Colombia                                                                                                   | 15.17 mét    | Yulimar Rojas · Venezuela | 14.98 mét    | Olga Rypakova · Kazakhstan                                                     | 14.74 mét                                                                         |         |
| Đẩy tạ | Michelle Carter · Hoa Kỳ | 20.63 mét NR | Valerie Adams · New Zealand | 20.42 mét    | Anita Márton · Hungary                                                         | 19.87 mét NR                                                                      |         |
| Ném đĩa | Sandra Perković · Croatia | 69.21 mét    | Mélina Robert-Michon · Pháp | 66.73 mét NR | Denia Caballero · Cuba                                                         | 65.34 mét                                                                         |         |
| Ném tạ xích | Anita Włodarczyk · Ba Lan | 82.29 mét WR | Trương Văn Tú · Trung Quốc | 76.75 mét    | Sophie Hitchon · Anh Quốc                                                      | 74.54 mét NR                                                                      |         |
| Ném lao | Sara Kolak · Croatia | 66.18 mét NR | Sunette Viljoen · Nam Phi | 64.92 mét    | Barbora Špotáková · Cộng hòa Séc                                               | 64.80 mét                                                                         |         |
| | |              | |              |                                                                                |                                                                                   |         |
| Bảy môn phối hợp | Nafissatou Thiem · Bỉ | 6810 điểm NR | Jessica Ennis-Hill · Anh Quốc | 6775 điểm    | Brianne Theisen-Eaton · Canada                                                 | 6653 điểm                                                                         |         |
| WR kỷ lục thế giới \| AR kỷ lục châu lục \| CR kỷ lục giải đấu \| GR kỷ lục đại hội \| NR kỷ lục quốc gia \| OR kỷ lục Olympic \| PB thành tích cá nhân tốt nhất \| SB tốt nhất mùa giải \| WL hàng đầu thế giới (trong một mùa giải nhất định) | |              | |              |                                                                                |                                                                                   |         |

* Các vận động viên chỉ tham gia ở lượt chạy vòng loại.

## Kỷ lục

### Kỷ lục thế giới và Olympic
Almaz Ayana là người đầu tiên phá kỷ lục Olympic tại giải đấu, đó cũng là một kỷ lục thế giới với thành tích 29:17.45 phút ở nội dung 10.000 mét.
| Nội dung                          | Ngày       | Tên                  | Quốc tịch | Kết quả       | Loại |
| --------------------------------- | ---------- | -------------------- | --------- | ------------- | ---- |
| 10.000 mét nữ                     | 12 tháng 8 | Almaz Ayana          | Ethiopia  | 29:17.45 phút | WR   |
| 400m mét nam                      | 14 tháng 8 | Wayde van Niekerk    | Nam Phi   | 43.03 giây    | WR   |
| Ném tạ xích nữ                    | 15 tháng 8 | Anita Włodarczyk     | Ba Lan    | 82.29 mét     | WR   |
| Nhảy sào nam                      | 15 tháng 8 | Thiago Braz da Silva | Brasil    | 6.03 mét      | OR   |
| 3000 mét vượt chướng ngại vật nam | 17 tháng 8 | Conseslus Kipruto    | Kenya     | 8:03:28 phút  | OR   |
| Đẩy tạ nam                        | 18 tháng 8 | Ryan Crouser         | Hoa Kỳ    | 22.52 mét     | OR   |
| Mười môn phối hợp nam             | 18 tháng 8 | Ashton Eaton         | Hoa Kỳ    | 8893 điểm     | =OR  |
| 5000 mét nữ                       | 19 tháng 8 | Vivian Cheruiyot     | Kenya     | 14:26.17 min  | OR   |

## Tham dự

### Quốc gia tham dự
Các vận động viên của Nga bị cấm thi đấu tại Thế vận hội Mùa hè 2016 vào ngày 17 tháng 6 năm 2016, khi IAAF bỏ phiếu nhất trí không cho phép họ thi đấu. Đây là sự trừng phạt do vụ bê bối doping của Nga
| Các Ủy ban Olympic quốc gia tham dự |
| --- |
| - Afghanistan - Albania - Algérie - Samoa thuộc Mỹ - Andorra - Angola - Antigua và Barbuda - Argentina - Armenia - Úc - Áo - Azerbaijan - Bahamas - Bahrain - Bangladesh - Barbados - Belarus - Bỉ - Belize - Bénin - Bermuda - Bolivia - Bosna và Hercegovina - Botswana - Brasil (chủ nhà) - Quần đảo Virgin thuộc Anh - Brunei - Bulgaria - Burkina Faso - Burundi - Campuchia - Cameroon - Canada - Cabo Verde - Quần đảo Cayman - Trung Phi - Tchad - Chile - Trung Quốc - Đài Bắc Trung Hoa - Colombia - Comoros - Cộng hòa Congo - Quần đảo Cook - Costa Rica - Croatia - Cuba - Síp - Cộng hòa Séc - Cộng hòa Dân chủ Congo - Đan Mạch - Djibouti - Dominica - Cộng hòa Dominica - Ecuador - Ai Cập - El Salvador - Guinea Xích Đạo - Eritrea - Estonia - Ethiopia - Micronesia - Fiji - Phần Lan - Pháp - Gabon - Gambia - Gruzia - Đức - Ghana - Anh Quốc - Hy Lạp - Grenada - Guam - Guatemala - Guinée - Guiné-Bissau - Guyana - Haiti - Honduras - Hồng Kông - Hungary - Iceland - Vận động viên Olympic độc lập - Ấn Độ - Indonesia - Iran - Ireland - Israel - Ý - Bờ Biển Ngà - Jamaica - Nhật Bản - Jordan - Kazakhstan - Kenya - Kiribati - Kosovo - Kyrgyzstan - Lào - Latvia - Liban - Lesotho - Liberia - Libya - Litva - Luxembourg - Macedonia - Madagascar - Malawi - Malaysia - Maldives - Mali - Malta - Quần đảo Marshall - Mauritanie - Mauritius - México - Moldova - Monaco - Mông Cổ - Montenegro - Maroc - Mozambique - Myanmar - Namibia - Nepal - Hà Lan - New Zealand - Nicaragua - Niger - Nigeria - CHDCND Triều Tiên - Na Uy - Oman - Pakistan - Palau - Palestine - Panama - Papua New Guinea - Paraguay - Perú - Philippines - Ba Lan - Bồ Đào Nha - Puerto Rico - Qatar - Đội tuyển Olympic người tị nạn - România - Rwanda - Saint Kitts và Nevis - Saint Lucia - Saint Vincent và Grenadines - Samoa - San Marino - São Tomé và Príncipe - Ả Rập Xê Út - Sénégal - Serbia - Seychelles - Sierra Leone - Singapore - Slovakia - Slovenia - Quần đảo Solomon - Somalia - Nam Phi - Hàn Quốc - Nam Sudan - Tây Ban Nha - Sri Lanka - Sudan - Suriname - Eswatini - Thụy Điển - Thụy Sĩ - Syria - Tajikistan - Tanzania - Thái Lan - Đông Timor - Togo - Tonga - Trinidad và Tobago - Tunisia - Thổ Nhĩ Kỳ - Turkmenistan - Tuvalu - Uganda - Ukraina - UAE - Hoa Kỳ - Uruguay - Uzbekistan - Venezuela - Việt Nam - Quần đảo Virgin thuộc Mỹ - Yemen - Zambia - Zimbabwe |